# Requin à petites dents
Vous lisez un « bon article » labellisé en 2015.
Carcharhinus isodon
Espèce
Synonymes
- Carcharias isodon Müller & Henle, 1839

Statut de conservation UICN

 LC  : Préoccupation mineure
Répartition géographique
Le Requin à petites dents (Carcharhinus isodon) est une espèce de requins de la famille des Carcharhinidae présente dans l'ouest de l'océan Atlantique, de la Caroline du Nord au Brésil. Ce requin forme de grands bancs dans les eaux côtières peu profondes et migre saisonnièrement vers des eaux plus chaudes. C'est un requin relativement petit et au corps mince, qui peut être identifié grâce à ses dents semblables à des aiguilles, sa couleur bleu à gris foncé et ses longues fentes branchiales. Il atteint une longueur maximale de 1,9 m. Le régime alimentaire de cette espèce se compose principalement de petits poissons osseux, en particulier des Menhadens de l'Atlantique. Comme les autres membres de sa famille, il est vivipare et les femelles donnent naissance tous les deux ans à entre 2 et 6 petits dans les zones de reproduction situées dans des estuaires.
Apprécié pour sa viande, le Requin à petites dents est fréquemment pêché par les filets maillants au sud-est des États-Unis. L'étude de sa population laisse à penser que cette pêche ne représente actuellement pas une menace pour les populations de ce requin des États-Unis. L'Union internationale pour la conservation de la nature (UICN) a donc inscrit le Requin à petites dents comme étant de préoccupation mineure, mais il n'existe pas de données halieutiques disponibles concernant cette espèce hors Amérique du Sud. Ce requin ne présente pas de danger pour l'Homme, mais il peut mordre vigoureusement lorsqu'il est capturé et doit être manipulé avec précaution.

## Description
Le corps du Requin à petites dents est mince et fuselé. Le museau est long et pointu, et les narines sont précédées par de courts rabats de peau triangulaires. Les yeux sont grands et ronds, avec des membranes nictitantes. La gueule est large avec des sillons bien marqués à chaque extrémité. Il y a de 12 à 15 rangées de dents de chaque côté de la mâchoire supérieure et de 13 à 14 rangées de dents de chaque côté de la mâchoire inférieure. Chaque dent est petite et en forme d'aiguille, avec une pointe centrale étroite et des bords lisses finement dentelés. Les cinq paires de fentes branchiales sont longues, mesurant environ la moitié de la longueur de la base de la nageoire dorsale.
La première nageoire dorsale est grande et triangulaire avec un sommet pointu, et elle prend naissance juste avant les extrémités arrière libres des nageoires pectorales. La deuxième nageoire dorsale est relativement grande et naît au-dessus de la nageoire anale. Il n'y a pas de crête s'étendant entre les nageoires dorsales. Les nageoires pectorales sont petites et falciformes, avec une extrémité pointue. Les denticules cutanées sont petites et se chevauchent, portant chacune trois arêtes horizontales menant à des dents marginales. Le Requin à petites dents a une coloration caractéristique gris-bleuâtre foncé dessus et blanche dessous, avec une bande pâle sur les flancs et aucune marque sur les ailerons. Certains individus de Floride ont les yeux verts. Les mâles mesurent en moyenne 1,6 m de long et les femelles 1,7 m, le plus grand requin jamais mesuré faisait 1,9 m de long.

## Biologie et écologie

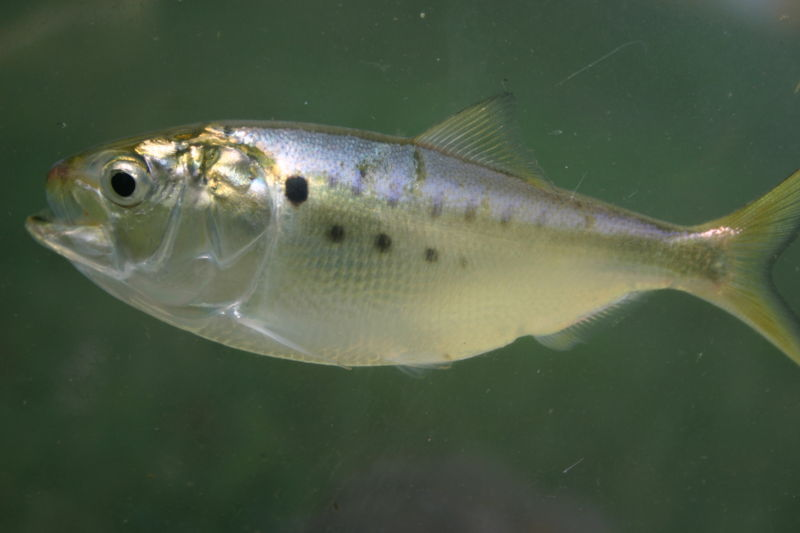
Le Menhaden de l'Atlantique est la plus importante proie du Requin à petites à dents dans le Nord-Ouest de l'Atlantique.

### Alimentation
Les adultes et les jeunes Requins à petites dents forment de grands bancs. Ce prédateur énergique, qui se déplace rapidement, se nourrit principalement de petits poissons osseux, se rapprochant souvent de la rive pendant la journée pour chasser. La proie préférée de cette espèce dans le nord-ouest de l'Atlantique est le Menhaden de l'Atlantique (Brevoortia tyrannus), et les requins de tout âge vivant au large du nord-ouest de la Floride consomment presque exclusivement ce poisson. Ce dernier est avalé entier après que le requin en a ôté la tête. Parmi les autres espèces couramment consommées, sont recensés le Tambour croca (Leiostomus xanthurus), le Thazard Atlantique (Scomberomorus maculatus), les espèces du genre Mugil, des crevettes, et il a été rapporté une fois dans le contenu digestif de ce requin un jeune Rhizoprionodon terraenovae, qui pourrait avoir été consommé mort après avoir été pris accidentellement et rejeté par un chalutier.

### Prédateurs et parasites
Le Requin à petites dents peut être la proie de plus grands requins. Parmi les parasites recensés chez cette espèce se trouvent le cestode Triloculatum geeceearelensis, ainsi que des espèces non identifiées des genres Anthobothrium, Paraorygmatobothrium et Phoreiobothrium.

### Cycle de vie
Comme les autres requins de la famille des Carcharhinidae, le Requin à petites dents est vivipare ; après que les embryons en développement ont épuisé leur réserve en vitellus, le sac vitellin vide se développe en une connexion avec le placenta qui permet à l'embryon d'être nourri par sa mère. Les femelles produisent des portées comprenant de 2 à 6 jeunes tous les deux ans. Dans l'Atlantique nord-ouest, l'accouplement a lieu à partir de début mai jusqu'à début juin et les jeunes naissent à la même époque de l'année, après une période de gestation de 12 mois. Les mâles mordent les femelles pour les maintenir durant la copulation. Le sperme du mâle se fige en une masse spongieuse dans l'utérus de la femelle. Cette structure éphémère est appelée « spermatozeugma » et sa fonction demeure inconnue. Le Requin à petites dents nouveau-né mesure 48 à 64 cm de long,. Les baies et les estuaires peu profonds, comme Bull's Bay en Caroline du Sud, servent de zones d'alevinage pour ce requin.
La femelle Requin à petites dents croît beaucoup plus lentement et a une taille définitive supérieure à celle du mâle. Les requins de la population de l'Atlantique Nord-Ouest sont plus grands et atteignent la maturité sexuelle plus tardivement que ceux de la population du Golfe du Mexique. Les mâles de ces deux populations se développent à des vitesses similaires, mais les femelles de l'Atlantique Nord-Ouest se développent plus lentement que celles du Golfe du Mexique. Dans l'Atlantique Nord-Ouest, les mâles atteignent la maturité quand leur longueur, de la pointe du museau à la fourche de la nageoire caudale, atteint 99 cm, et les femelles quand elle atteint 102 cm, correspondant respectivement à des âges de 5 et 6 ans. Dans le Golfe du Mexique, les mâles atteignent la maturité à une longueur de 94 cm et les femelles à 99 cm, ce qui correspond des âges de 4 et 5 ans respectivement,. La longévité a été estimée à au moins 9 ans pour les mâles et 14 ans pour les femelles.

## Distribution et habitat
Dans les eaux nord-américaines, le Requin à petites dents est commun et se rencontre de la Caroline du Nord jusqu'au nord du Golfe du Mexique, et très occasionnellement quelques spécimens sont vus jusqu'au large de New York au nord. Dans les eaux d'Amérique du Sud et d'Amérique Centrale, il est plus rare, et il a été signalé au large de l'île de Trinité et de la Guyane, quelquefois en mer des Caraïbes, au large du sud du Brésil de São Paulo à Santa Catarina. Les populations de l'Atlantique, du Golfe du Mexique, d'Amérique du Sud et d'Amérique du Nord-Ouest sont distinctes, avec peu d'échanges entre elles,. D'anciennes observations de cette espèce sont répertoriées dans l'Atlantique Est au large du Sénégal et de la Guinée-Bissau, mais ceux-ci correspondent probablement à des erreurs d'identification du Requin tisserand (C. brevipinna).
Le Requin à petites dents se rencontre souvent à proximité des plages, dans les baies et les estuaires. Il vit dans les eaux peu profondes, à moins de 10 m de fond l'été et moins de 20 m de fond en hiver. Historiquement, il était connu pour s'aventurer dans les rivières des plaines côtières du Texas, mais la plupart des voies d'eau de cette région sont maintenant bloquées par des barrages. La population de l'Atlantique Nord-Ouest est fortement migratrice : les jeunes, suivis des adultes, arrivent au large de la Caroline du Sud de fin mars à début mai, lorsque la température de l'eau dépasse 20 °C. Ils y restent jusqu'à septembre à mi-octobre, date à laquelle les baisses de température de l'eau entraînent leur migration vers la Floride. Les mouvements au sein des autres populations sont inconnus.

## Taxonomie et phylogénie
Le Requin à petites dents a été initialement décrit sous l'appellation Carcharias (Aprionodon) isodon par le zoologiste français Achille Valenciennes, dans le Systematische Beschreibung der de Henle Plagiostomen de 1839 de Müller. Le spécimen type est un jeune mâle de 65 cm de long, capturé au large de l'État américain de New York. Cette espèce a ensuite été transférée dans le genre Carcharhinus. L'épithète spécifique isodon signifie « dents égales » en grec, en référence au nombre similaire de dents au niveau des mâchoires supérieure et inférieure.
Comme c'est le cas pour la plupart des espèces de Carcharhinus, les tentatives pour analyser les relations phylogénétiques du Requin à petites dents ont donné des résultats variables. En 1988, Leonard Compagno a regroupé cette espèce avec le Requin tisserand (C. brevipinna), le Requin bordé (C. limbatus), le Requin gracile (C. amblyrhynchoides) et Carcharhinus leiodon, sur la base de caractères morphologiques. En 1992, l'analyse des allozymes menée par Gavin Naylor a constaté que le Requin à petites dents est le deuxième membre le plus à la base du genre derrière le Requin nez noir (C. acronotus). L'étude de 2008 de Mine Dosay-Akbulut basée sur l'ADN ribosomique indique que le plus proche parent du Requin à petites dents est le Requin tiqueue (C. porosus), et que les deux espèces forment un clade distinct des autres espèces de Carcharhinus.

## Relations avec l'Homme

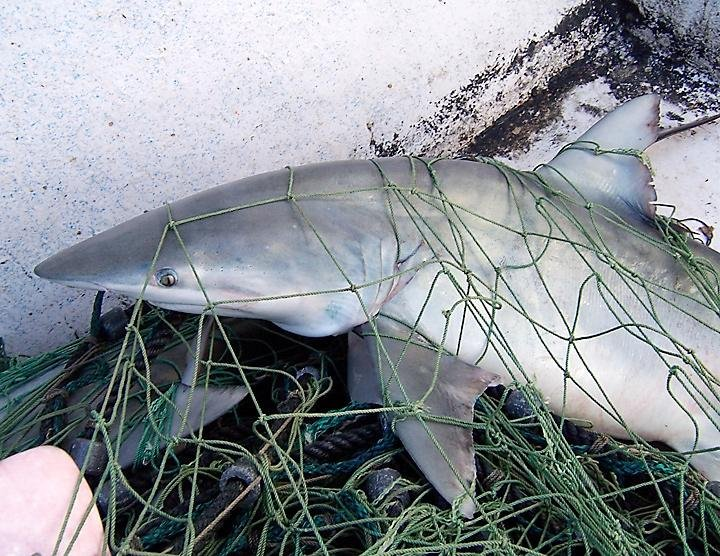
Le Requin à petites dents est pêché pour sa viande au large du sud-est des États-Unis.

Le Requin à petites dents n'a jamais été impliqué dans une attaque sur l'Homme. Cependant, quand il est capturé, ce requin tente de mordre tout ce qui passe à sa portée, et des gens ont été mordus en essayant de le manipuler. Le Requin à petites dents est pêché pour la consommation humaine en frais ou séché et salé. En dehors du sud-est des États-Unis, cette espèce est peu importante commercialement : elle est petite et vit dans des eaux trop peu profondes pour la plupart des pêcheurs commerciaux comme de loisir, et est généralement trop rapide pour être prise par les crevettiers. Un petit nombre d'animaux sont pris accidentellement par les palangres flottantes et à la ligne. Cette espèce est vulnérable à la surpêche en raison de son faible taux de reproduction, et à la dégradation de son habitat côtier.
Un nombre considérable de Requins à petites dents sont pris dans les filets maillants dérivants utilisés pour la pêche du requin au large du sud-est des États-Unis, qui a culminé en 1999 avec environ 117 tonnes débarquées. Les évaluations des stocks menées en 2002 ont suggéré que les populations des États-Unis n'étaient pas encore surexploitées, mais que ce niveau de capture était insoutenable à long terme, alors que les évaluations réalisées en 2007 ont conclu que les niveaux de capture ne dépassent pas les niveaux durables et que les populations sont stables. La pêche de cette espèce dans les eaux des États-Unis est régie par le Fisheries Management Plan (FMP) for Atlantic and Gulf of Mexico sharks  de la National Marine Fisheries Service (NMFS) ; l'espèce y est classée comme faisant partie des « Petits requins côtiers » pour l'application de quotas commerciaux et de limites de prises de loisirs. En conséquence, l'Union internationale pour la conservation de la nature (UICN) a évalué le Requin à petites dents comme étant de préoccupation mineure. Des craintes apparaissent pour l'avenir de cette espèce en Amérique du Sud, où les effectifs semblent naturellement faibles et où ils sont potentiellement mis sous forte pression par la pêche côtière intensive. Cependant, à l'heure actuelle l'UICN ne dispose pas d'informations suffisantes pour évaluer son statut dans la région autrement que « données insuffisantes ».